# Социалистик Казахстан (село)
Социалистик Казахстан (каз. Социалистік Қазақстан) — упразднённое село в Восточно-Казахстанской области Казахстана. Упразднено в 2020 г. Входило в состав городской администрации Семея. Входит в состав Танатского сельского округа. Код КАТО — 632861500.

## Население
В 1999 году население села составляло 248 человек (122 мужчины и 126 женщин). По данным переписи 2009 года, в селе проживал 91 человек (54 мужчины и 37 женщин).